# Freida Pinto

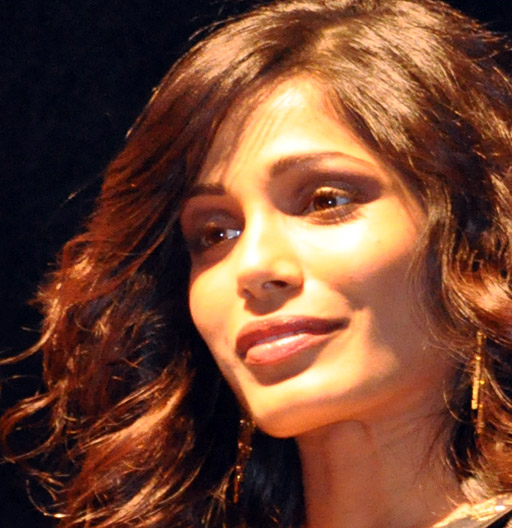
Freida Pinto (2010)

Freida Selena Pinto (ur. 18 października 1984 w Bombaju) – indyjska aktorka i modelka.

## Filmografia
- Slumdog. Milioner z ulicy (Slumdog Millionaire, 2008) jako Latika
- Poznasz przystojnego bruneta (You Will Meet a Tall Dark Stranger, 2010) jako Dia
- Miral (2010) jako Miral
- Geneza planety małp (Rise of the Planet of the Apes, 2011) jako Caroline
- Black Gold (2011) jako księżniczka Lallah
- Immortals. Bogowie i herosi (Immortals, 2011) jako Phaedra
- Triszna. Pragnienie miłości (Trishna, 2011) jako Trishna
- Desert Dancer (2014) jako Elaheh
- Rycerz pucharów (2015) jako Helen
- Blunt Force Trauma (2015) jako Colt
- Guerrilla (2017) jako Jas Mitra (miniserial, gł. rola[1])
- Yamasong: March of the Hollows (2017) jako Geta
- Sekta (2018) jako Vera Stephans (serial, 13 odc.)
- Love Sonia[1] (2018) jako Rashmi
- Mowgli: Legenda dżungli[1]  (2018) jako Messua
- Tylko (2019) jako Eva[1]
- 2020: Elegia dla bidoków (Hillbilly Elegy) jako Usha
- Pokochaj, poślub, powtórz (2020) jako Amanda
- Wtargnięcie (2021) jako Meera.

## Nagrody i wyróżnienia
| Rok  | Festiwal filmowy                 | Kategoria                      | Film                      | Wynik     |
| ---- | -------------------------------- | ------------------------------ | ------------------------- | --------- |
| 2009 | Nagroda Gildii Aktorów Filmowych | Najlepsza obsada filmowa       | Slumdog. Milioner z ulicy | wygrana   |
| 2009 | BAFTA                            | Najlepsza aktorka drugoplanowa | Slumdog. Milioner z ulicy | nominacja |